# 龍鼓灘

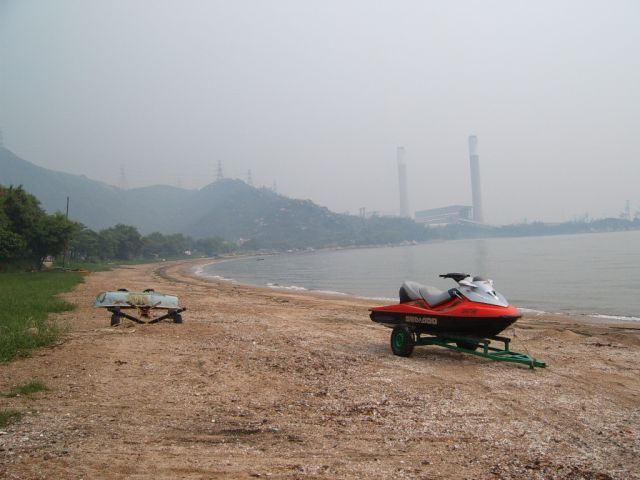
龍鼓灘

龍鼓灘（英語：Lung Kwu Tan，舊作Lung-ku-tan），原名花香爐，位於香港新界屯門的西面。龍鼓灘區內有不少特殊建築，其中香港兩家大型發電廠便位於此，附近亦設有一些燒烤場設施。由於龍鼓灘附近環境欠佳，其水質亦受垃圾覆蓋影響而變得差劣，因此並不適宜游泳。一說龍鼓灘亦是南宋名將文天祥筆下《过零丁洋》中「皇恐灘」（或「惶恐灘」）之地。
龍鼓灘初期指當地的一個海灘，其黑色沙粒在香港並不常見；得名起源自對開的龍鼓洲，因正好位置上對望，及後延伸指鄰近一帶地區。龍鼓灘主要分為龍鼓灘及北面的龍鼓上灘兩部份，地理上位處青山大冷水西側，西面臨海為龍鼓水道，南面為踏石角。

## 歷史及管治
龍鼓灘地區起碼在距今五，六仟年前的新石器時代晚期，便已經有先民聚居。而根據村民提供的族譜等資料，正式立村始於清代乾隆年間；但原村位置不明。現時北朗、南朗、上南朗、下南朗、篤尾涌等村是約100年前從花香爐遷往現址。清政府1898年將新界割據給英國時，龍鼓灘與及屯門被劃歸入元朗約，至1969年新界民政署下設7個理民府以管治地方，當中包括屯門理民府，自此龍鼓灘一直歸入屯門區發展。現時該處劃歸屯門區的樂翠選區。（L19）

## 龍鼓灘村
龍鼓灘村可細為北朗、南朗、篤尾涌、沙埔崗及龍仔五部份。花香爐村則已荒廢。龍鼓灘村以劉姓為主，人口約200人。村內有數間祠堂、一間天后廟及一座觀音殿。

## 生態及旅遊

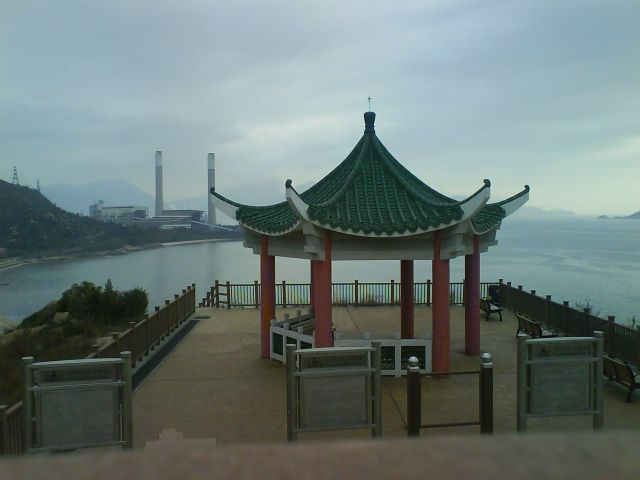
龍鼓灘中華白海豚瞭望臺

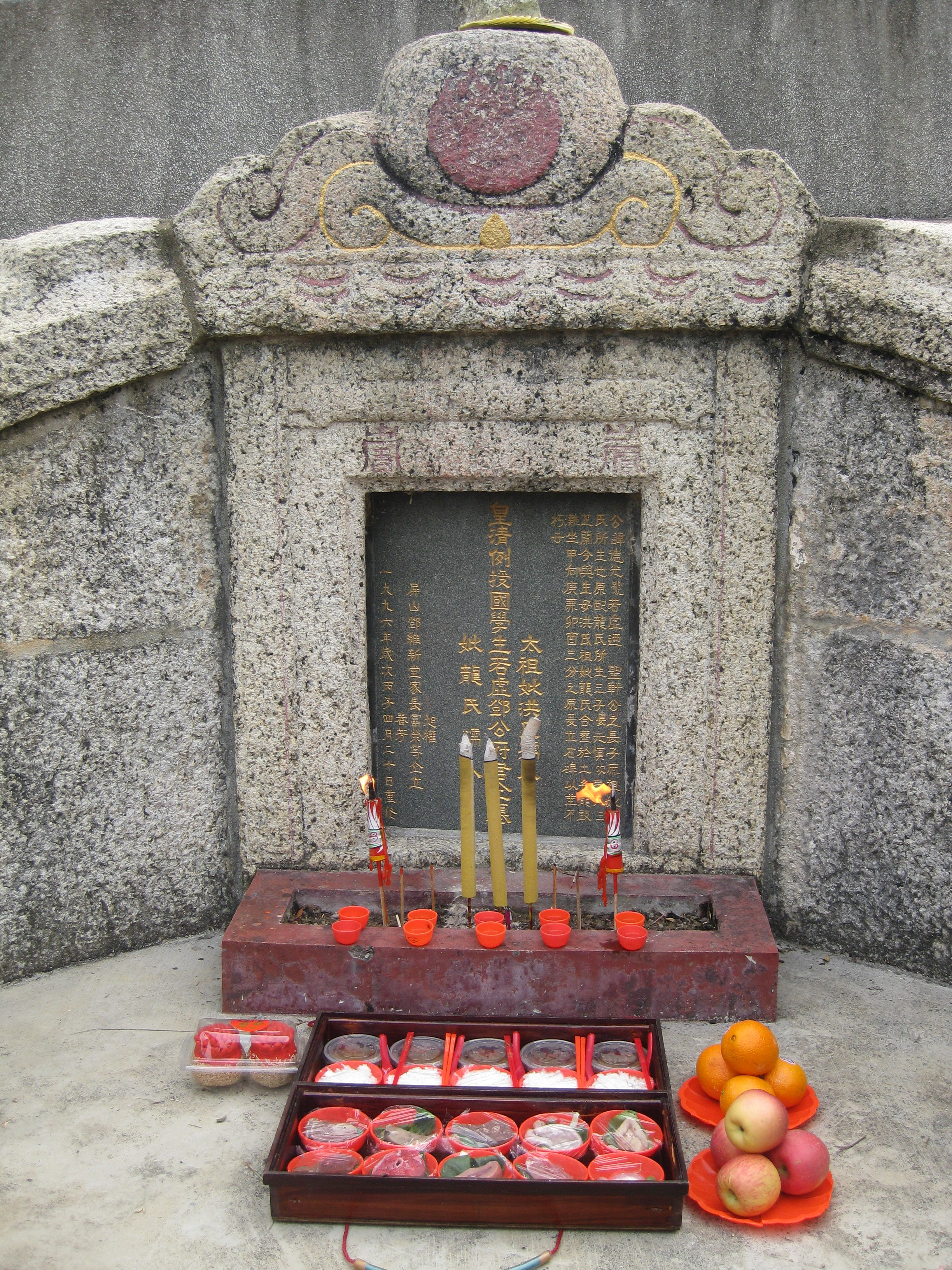
屏山鄧族十八世祖若虛祖的祖墳

龍鼓灘是新界西北部海岸線最邊陲的地方，其海灘狹長、呈半月形狀，水質混濁，沒有救生員駐守，亦缺乏防鯊網，不適合游泳。可是，卻由於視野甚廣，晴時更可遠眺澳門新葡京、珠海市一帶，因此與白泥成為香港觀看日落的著名景點。龍鼓灘對出的龍鼓水道為香港境內幾個中華白海豚常見的出沒地點之一，海灘北邊的小山崗上建有的「中華白海豚觀景台」，正是欣賞日落和中華白海豚的良好位置。綠色力量、中華電力有限公司和龍鼓灘村曾於1999年在龍鼓灘村村公所內合辦中華白海豚資源中心，然而現時該中心已關閉。
龍鼓灘東面為青山，交通所隔，因此較少受人為破壞，具一定生態價值，在村落後的風水林和毗鄰的灌叢就有不少蝴蝶栖息在該帶，是香港較罕見的紅鋸蛺蝶的其中一個主要繁殖地，其他不常見的蝴蝶品種還包括異型紫斑蝶（Euploea mulciber）、金斑蛺蝶（Hypolimnas misippus）和緯帶趾弄蝶（Hasora vitta），漁農自然護理署曾在2002年－2004年的調查中錄有90個蝴蝶品種，曾有團體倡議將該處列為具特殊科學價值地點。而由於該處曾有小型賽車場，部份物種受到影響（現已結業，下詳）。
龍鼓灘村後的青山龍門徑有不少奇石景觀，如麵包石等，其中皇帝巌（又稱宋王洞）有一傳說可追溯至1277年，當時正值南宋之末，蒙古兵南下中原，宋帝昰避走南方，路經香港，而在龍鼓灘留下足跡，據說當時宋帝曾藏匿於該山洞中。
歷史建築方面，龍鼓灘村內建有一所富歷史意義的天后廟，採兩進式設計。據村民口傳廟約建於清朝初葉或中葉，光緒年間重修至現有規模。最近一次重修為1988年。廟內有碑記載有關事蹟，而廟前對出的空地亦為烹煮盆菜的地方。另外，龍鼓上灘的劉氏宗祠於2007年1月9日被公開有關評級，目前被古物古蹟辦事處列作香港三級歷史建築，該建築建於晚清，近年曾作修緝，為兩進式設計，背山面海，供奉著當地龍鼓灘劉姓之歷代祖先。其附近不遠處，為屏山鄧族十八世祖若虛祖（若虛書室以其為名）的祖墳。
龍鼓灘過往曾有不少考古發現，統稱為沙堤遺址，該帶的形成始於約距今6000年前，沙堤長度約100米，自1989年4月首次發現，在1993年龍鼓灘發電廠興建前，學者便曾多次在該帶進行搶救斟察。

## 特殊工業
龍鼓灘由於地處香港西極，人煙稀少，因此政府將不少重型基建工業安排至此、如骨灰龕、飛機燃油庫、英泥廠、發電廠等等建築曾引起村民不滿，同時造成龍鼓灘村空氣質素急遽下降。
中華電力在香港有三間發電廠，其中龍鼓灘一帶便建有其兩間。位於踏石角的青山發電廠，發電廠A廠於1982年啟用，共有4台發電機組。B廠則於1986年至1989年間分階段投產，共有4台較大型的發電機組，其後合併成為青山發電廠，現為全球最大的燃煤發電廠之一，總裝機容量大約為4,108兆瓦。另一座則為龍鼓灘發電廠，現由中電控股及中國南方電網共同擁有，發電廠佔地46公頃，為全港首間採用天然氣為燃料的發電廠，後備燃料為柴油。廠內共有8台發電機，總裝機容量大約為2,500兆瓦。北面曾咀一帶則設有中電煤灰湖及儲水湖。
政府曾計劃在附近興建垃圾發電廠，但遭村民的強烈反對，亦受后海灣隔岸的深圳蛇口居民關注。現政府決定改於石鼓洲興建「轉廢為能」設施。

## 事件

### 龍鼓灘雙屍案
1987年11月17日發生轟動一時的龍鼓灘雙屍案。1987年11月18日32歲居蝴蝶邨的的士司機黃世偉（前警員，已婚，育有一子）被落案控告兩項謀殺罪，19日在屯門裁判署提堂。事發在16日，黃在屯門鄉事會路接載兩名少女，在車後廂用剪刀將兩少女刺死並棄屍青山醫院附近小坑村的山邊。棄屍後，將的士駛往龍鼓灘清洗血跡，但車輪被沙粒啜緊，青山警署軍裝巡警凌晨時分心血來潮駕電單車往沙灘巡邏，揭發案件。經法醫驗屍後，兩名少女16歲的劉慧美及15歲的何雅儀的頭部及頸部被刺傷致命。他們的朋友透露兩死者有「服食軟性藥物」的習慣。

### 中電建新發電廠引發村民擔心
1991年10月1日，行政局再通過再批爛角咀的地皮予中華電力興建新電廠，引發龍鼓灘村居民擔心環境變差；龍鼓灘發電廠1996年投入使用。

### 玩高卡車時被勒頸意外致死事件
龍鼓灘亦建有不少燒烤場，故假日人車較多，還有一個名為「鑽石海岸國際小型賽車場」的小型賽車場。但是自從2010年2月17日發生15歲英籍少女Amy Rose Coxall玩高卡車時，因頸巾楔入車尾外露機件而被勒頸致死意外後，小型賽車場已經倒閉。

### 龍鼓灘海面多宗浮屍
龍鼓灘地處偏僻，有部分釣魚愛好者喜前往釣魚，加之又近珠江口，有時會出現浮屍：
2003年11月9日，警方在屯門龍鼓灘對開海面發現一具已腐爛的女浮屍。死者年約二十多歲，中等身材及身高大約1.5米。她被發現時身穿藍色衣袖及帶有白色小花圖案的恤衫、黑色褲、藍色運動鞋及白色襪。
2004年1月，警方在屯門龍鼓灘對開海面發現一具已腐爛的男浮屍。死者年約三十多歲，中等身材及身高大約一點七米。他被發現時身穿藍色長袖恤衫及白色內褲。兩名死者身上均無發現身份證明文件或物品。
2012年6月1日下午，龍鼓灘發生摸蜆溺斃案。4名男子到屯門龍鼓灘上灘摸蜆，57歲姓郭男子在離岸40米、水深3米處徒手潛水摸蜆時遇溺。62歲姓葉友人發現相救，雖把事主救上堤壆，但葉自己陷入昏迷狀態，2人送院後證實不治。
2014年6月18日上午11時許，龍鼓灘青山發電廠對開海面有人報警指發現男性浮屍。消防員及水警接報到場把屍體撈起後，發現左手手腕一條附有鎖頭的鐵鏈，鐵鏈用鎖頭鎖上並連着一個啞鈴。案件交由新界北總區重案組接手調查，但未告破。
2020年7月13日上午10時16分，警方接報龍鼓灘石灘上有清潔工發現一具下半截男子屍體。
2021年5月30日下午71歲釣魚翁尹光輝失蹤，最後一次是在當日晚上10時許在曾咀靈灰安置所外一防波堤釣魚。警方、消防、飛行服務隊等曾連日搜索，但不果。6月10日下午3時許，警方接報有人懷疑一男性屍體在龍鼓灘爛角咀蠔排對開200米海面漂浮，救援船隻撈起後證實是尹光輝。
2021年8月9日早上8時許，一名釣魚人士在龍鼓灘垂釣時，發現一名男子屍體在岸邊漂浮，於是報警。消防接報後到場將男子救起，證實已死亡。死者身上亦未有發現身份證明文件，死者年約40至50歲，身高約1.6米、肥身材，蓄黑短髮，身穿黑色上衣及褲。

### 截獲多艘「大飛」
龍鼓灘地理上在出海後就很快可到達中國大陸，雖有車路但人煙稀少，有不少鋌而走險者在此以快艇（俗稱「大飛」）走私貨物。因應水警女高級督察林婉儀在2021年9月25日在沙洲一帶追截走私快艇墮海殉職，10月4日，警方、食環署等在龍鼓灘一個貨櫃場檢獲1700噸懷疑用作走私的凍肉及兩艘改裝快艇，檢獲的凍肉初步相信市值逾5億元。貨櫃場負責人涉兩罪被捕，警方懷疑他有三合會背景。警方又在現場發現兩隻分別安裝4及5個舷外引擎的快艇，相信用作走私之用。11月7日，警方在龍鼓灘路一個貨倉檢獲10艘經改裝的快艇及57個舷外引擎，估計總值超過2500萬元。行動中檢獲的舷外引擎數量是香港史上最多。

## 交通
龍鼓灘的主要道路為龍鼓灘路，北接稔灣路，連向稔灣、下白泥、白泥、上白泥、流浮山，可至元朗，而南向則接龍門路，連去小冷水、望后石、蝴蝶灣，至屯門碼頭一帶，但因為新界西北堆填區設在大水坑河一帶，香港政府於1991年按道路工程使用及補償條例刊憲，永久封閉稔灣路其中一段（新界西北堆填區的入口設有大閘阻隔），因此民眾無法於道路開放時間以外利用稔灣路往來屯門至元朗。
龍鼓灘位處香港西陲，交通並不發達，公共交通方面亦只有2條港鐵巴士路綫和2條九巴特別路線來往龍鼓灘。因大型車輛出入頻繁，加上交通監察較少，不時發生車禍。往昔的龍鼓灘更只有1條街渡連接至青山灣。
此外，落實興建的屯門南延線預留向龍鼓灘延伸的條件，以配合未來的屯門西發展。

### 公共交通
- 港鐵巴士K52綫：往返港鐵屯門站（經輕鐵蝴蝶站、屯門碼頭、屯門市中心），是目前唯一條服務龍鼓灘的常規公共交通服務。
- 港鐵巴士K52A綫：往返港鐵屯門站和曾咀（經輕鐵蝴蝶站、龍門居及建安站）。
- 港鐵巴士K52S綫：往返港鐵屯門站，只在星期一至五早上繁忙時間服務（經輕鐵蝴蝶站、龍門居及建安站）。
- 九龍巴士52S線：往返屯門公路轉車站和曾咀，提供點對點特快服務，只在清明節和重陽節前後周末服務。
- 九龍巴士56S線：往返港鐵屯門站和曾咀，提供點對點特快服務，只在清明節和重陽節前後周末服務。

## 區議會議席分佈
為方便比較，以下列表以龍鼓灘路沿線地區為範圍。
| 年度/範圍    | 2000-2003 | 2004-2007 | 2008-2011 | 2012-2015 | 2016-2019 | 2020-2023 |
| ------------ | --------- | --------- | --------- | --------- | --------- | --------- |
| 龍鼓灘路沿線 | 龍門選區  | 樂翠選區  | 樂翠選區  | 樂翠選區  | 樂翠選區  | 樂翠選區  |

註：以上主要範圍尚有其他細微調整（包括編號），請參閱有關區議會選舉選區分界地圖及條目。

## 外部連結
- 龍鼓灘 （页面存档备份，存于），香港地方
- 香港考古知多一點點 （页面存档备份，存于）
- 《屯門風物志》圖片庫 （页面存档备份，存于），嶺南大學圖書館
- 屯門龍鼓灘：風景、生態、人文 （页面存档备份，存于）
- 大地測量資訊地圖：屯門西部 （页面存档备份，存于），地政總署測繪處